# 西谷亮 (声優)
西谷 亮（にしたに りょう、9月22日 - ）は、日本の男性声優。大阪府出身。マウスプロモーション所属。

## 略歴
2014年にマウスプロモーション附属俳優養成所入所。2016年4月1日付でマウスプロモーション所属。
『デュエル・マスターズ』のシャチョー役でテレビアニメ初の名前有りキャラクターを務める。

## 人物
方言は大阪弁。
趣味・特技はFPS、アクションゲーム、ダーツ、麻雀、何でも食べる。

## 出演
太字はメインキャラクター。

### テレビアニメ
2015年
- ビキニ・ウォリアーズ

2016年
- クオリディア・コード（自衛官、生徒、軍人）
- うたの☆プリンスさまっ♪ マジLOVEレジェンドスター（使用人1、プロデューサーB）

2017年
- ガヴリールドロップアウト（プレイヤー）
- ハンドシェイカー（男性）
- デュエル・マスターズ（2017年 - 2022年、シャチョー、ナグナグ・チュリス、ロロカゲディ、堕魔 グリール、大人シャチョー 他）- 4シリーズ
- BORUTO-ボルト- NARUTO NEXT GENERATIONS（2017年 - 、メタル・リー、走馬、タスキ 他）
- ピカイア!!（ウィル）

2018年
- キャプテン翼（第4作）（2018年 - 2024年、長野洋、松野〈修哲小〉、長野元春、堀広道、松田久 他） - 2シリーズ
- イナズマイレブン アレスの天秤（経流背有珠、簑島俊哉）- 2シリーズ
- 殺戮の天使（ザック〈少年〉）

2019年
- キラッとプリ☆チャン（配達員）

2021年
- NOMAD メガロボクス2（バーチー）

2024年
- 七つの大罪 黙示録の四騎士

### 劇場アニメ
- 映画 聲の形（2016年、中学、高校生時代の島田一旗[5]）
- BLOODY ESCAPE -地獄の逃走劇-（2024年、市民）

### OVA
- 十三支演義 〜偃月三国伝〜 外伝 幽州幻夜（2014年、兵士B、村人A）

### Webアニメ
- マウスどうぶつえん（2018年 - 、カナヘビのりょう）
- マウスどうぶつえん名作劇場（2020年、カナヘビのりょう）

### ゲーム
2014年
- 学園ヘヴン Mixed Edition

2015年
- 小林が可愛すぎてツライっ!!

2016年
- ゴッドオブハイスクール（テリー）
- 戦国修羅SOUL（海野六郎、穴山小介）
- タワー オブ プリンセス（桃季）
- マネージャーはじめました（仮）（桃瀬歩）

2019年
- ファイアーエムブレム 風花雪月（アケロン）
- プリンセスコネクト！Re:Dive（老人、ドラゴンもどき）

2020年
- キャプテン翼 RISE OF NEW CHAMPIONS（長野洋、山森正吾、中井徹、香田賢、中村則夫、畠山晃、松田久、長野元春、堀広道）

2022年
- ファイアーエムブレム無双 風花雪月（アケロン＝レーテ＝フレゲトン）
- Harmonia（レイ）

### 吹き替え
- ヒックとドラゴン～バーク島の冒険～ (ダック )

### ドラマCD
- MAUSU THEATER

### シリーズ一覧
1. ↑  【デュエル・マスターズ（2017年版）】

第1期（2017年 - 2018年）、第2期『デュエル・マスターズ！』（2018年 - 2019年）、第3期『デュエル・マスターズ!!』（2019年 - 2020年）

【デュエル・マスターズ キング】

第3期『キングMAX』（2022年）
2. ↑  シーズン1（2018年 - 2019年）、シーズン2『ジュニアユース編』（2023年 - 2024年）
3. ↑  『アレスの天秤』（2018年）、続編『オリオンの刻印』（2018年）